# Eucalimia
Eucalimia là một chi bướm đêm thuộc họ Noctuidae.